# Selim III
Selim III, detto il Compositore (Istanbul, 24 dicembre 1761 – Istanbul, 28 luglio 1808), fu sultano dell'impero ottomano dal 1789 al 1807.

## Prima parte del regno

### Esordi

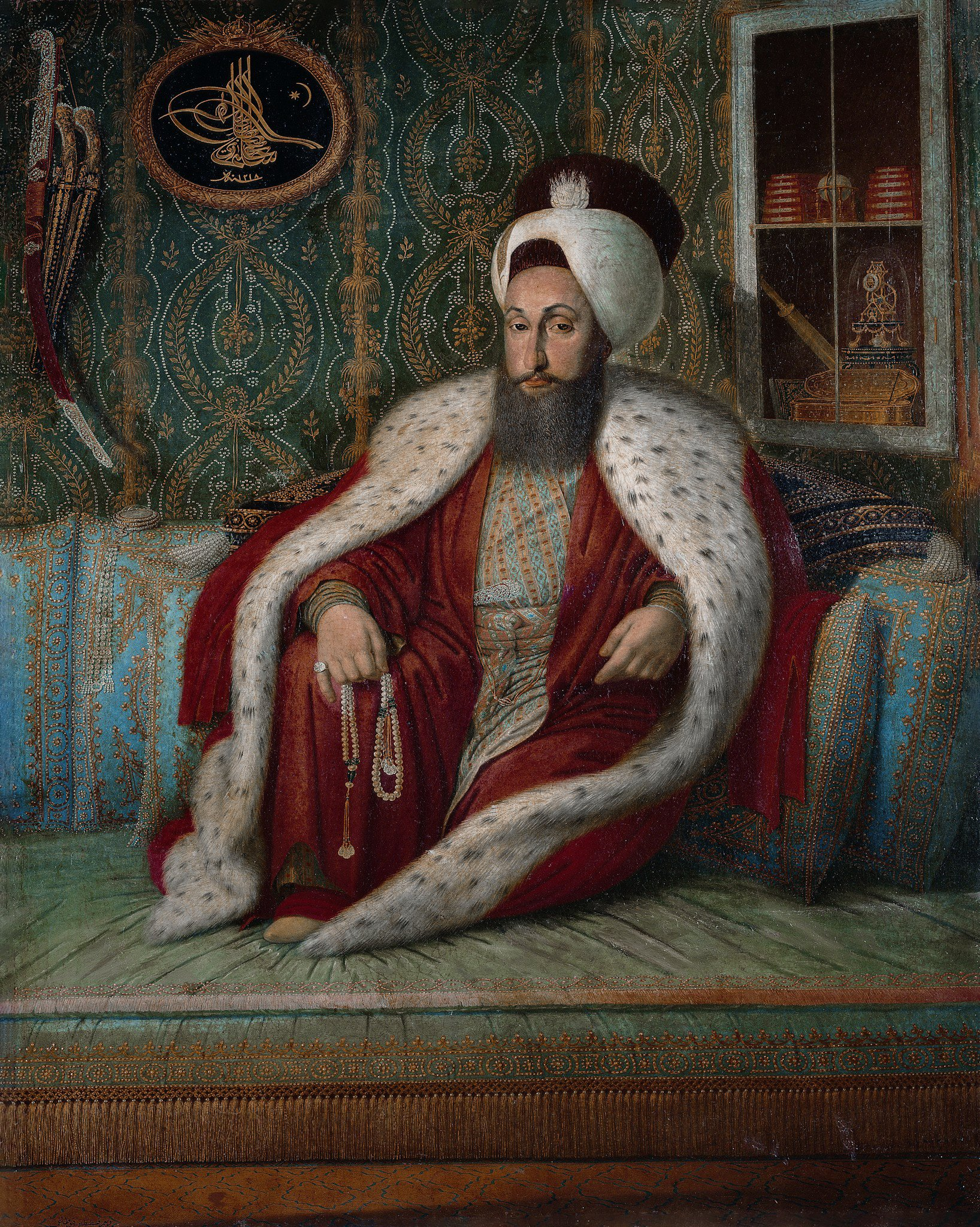
Ritratto del sultano Selim III

Selim era figlio di Mustafa III (sul trono dal 1757 al 1774) e quindi nipote del di lui successore e fratello, Abdül Hamid I (sul trono dal 1774 al 1789). Quest'ultimo morì il 7 aprile 1789, e Selim gli successe al trono.

### La politica estera
L'ormai decrepito impero ottomano doveva affrontare la minaccia diretta di due grandi potenze cristiane: l'impero austriaco e quello Russo. Ereditata dal predecessore la situazione di belligeranza contro la Russia della Guerra russo-turca (1787-1792), il cui svolgimento era stato fino ad allora tutt'altro che favorevole all'Impero ottomano, vi pose fine con la Pace di Iaşi del gennaio 1792. Con questa si riconosceva alla Russia l'annessione del khanato di Crimea del 1793 e la fondazione, nel 1794, della città fortificata e base navale di Sebastopoli da parte del principe Grigorij Potëmkin.
La Russia ottenne inoltre la fortezza di Očakiv, situata sulla riva destra della foce del Dniepr (circa 90 km a ovest di Cherson) e il litorale del Mar Nero fra il fiume Bug Orientale e la foce del Dnestr. Subito dopo, molto più a sud, l'impero dovette subire, sostanzialmente inattivo, la travolgente conquista napoleonica dell'Egitto, seguita dalla invasione della Siria meridionale.

### La politica interna

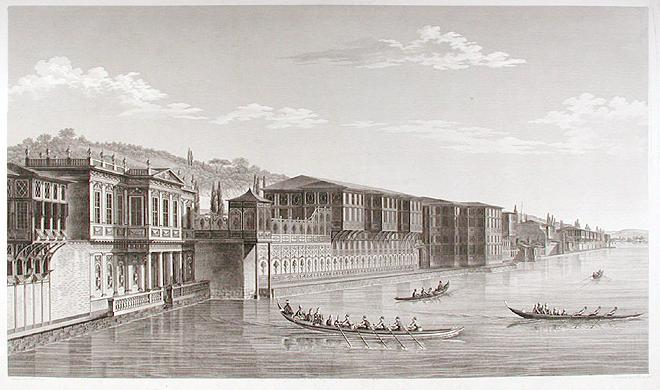
Yalı di Hatice Sultan, sorella di Selim, eretto su disegno dell'architetto francese Melling in stile neo-classico, declinato alla turca.

La guerra aveva nuovamente messo in evidenza l'inferiorità del sistema politico e militare dell'Impero ottomano. Questo spinse il sultano Selim III a prendere provvedimenti drastici per migliorare l'amministrazione statale e le forze armate. Selim III approfittò infatti degli anni di pace che seguirono per introdurre alcune riforme al corpo militare dell'impero, dando luogo alla riforma delle forze armate e facendo armare nuove unità strutturate sul modello degli eserciti europei. Il sultano, in contatto con i circoli stranieri di Costantinopoli, era d'altronde conosciuto come un sostenitore della necessità delle riforme: abolì la amministrazione militare dei feudi, introdusse cambiamenti nella amministrazione fiscale, compì, addirittura, alcuni tentativi nell'educazione.
Questo cosiddetto Nuovo Ordine condusse a un maggior carico fiscale. Inoltre le tradizionali unità di giannizzeri si sentirono trascurate. Tutto ciò provocò una pesante crisi negli anni 1807 e 1808. Egli continuò nella antica tradizione ottomana di arruolare ufficiali e tecnici europei come istruttori, i quali contribuirono alla istituzione del corpo dei Nizam-ı Cedid che avrebbe, anni più tardi, costituito il nerbo dell'esercito imperiale. La costituzione di un nuovo corpo era resa necessaria non solo a causa delle costanti minacce militari ma, anche, per potere disporre di uno strumento fedele da utilizzare per controllare l'assai più numeroso corpo dei giannizzeri, che già aveva rovesciato più di un sultano.
L'esperimento sembrava avere successo, tanto che Selim si spinse a emettere un decreto che prevedeva una regolare integrazione, anno per anno, di un dato numero di giannizzeri nei ranghi della nuova milizia. Ciò causò un "pronunciamento" di 10.000 giannizzeri ad Adrianopoli, il che spinse il sultano a più miti consigli. Con la istituzione poi di ambasciate permanenti presso le capitali europee Londra e Vienna (1794), Parigi (1795) e Berlino (1796) l'Impero ottomano si allineò anche formalmente al sistema degli stati europei.

## La rinnovata alleanza con la Francia

### La forzata alleanza con la Russia
La situazione era, infatti, particolarmente delicata, dal momento che la campagna d'Egitto di Bonaparte aveva lasciato Costantinopoli orfana della unica alleanza stabile con una potenza europea. Selim non venne travolto, unicamente poiché Austria e Russia erano impegnate nella guerra prima contro la Francia rivoluzionaria e poi l'impero napoleonico. E, il 2 dicembre 1805, avevano dovuto subire il disastro di Austerlitz, quando Napoleone, in quella che forse fu la sua più brillante battaglia, sbaragliò le forze austro-russe.

### La guerra franco-russa
Il successivo round del conflitto venne nel 1807, nel contesto della guerra della quarta coalizione, che coinvolgeva Gran Bretagna, Prussia, Russia, Sassonia e Svezia. La prima a cadere fu la Prussia, sconfitta a Jena e ad Auerstädt, a ottobre del 1806. Dopodiché Napoleone occupò Berlino (il 25 ottobre) e avanzò verso la frontiera russa.

### L'ambasciata di Sebastiani

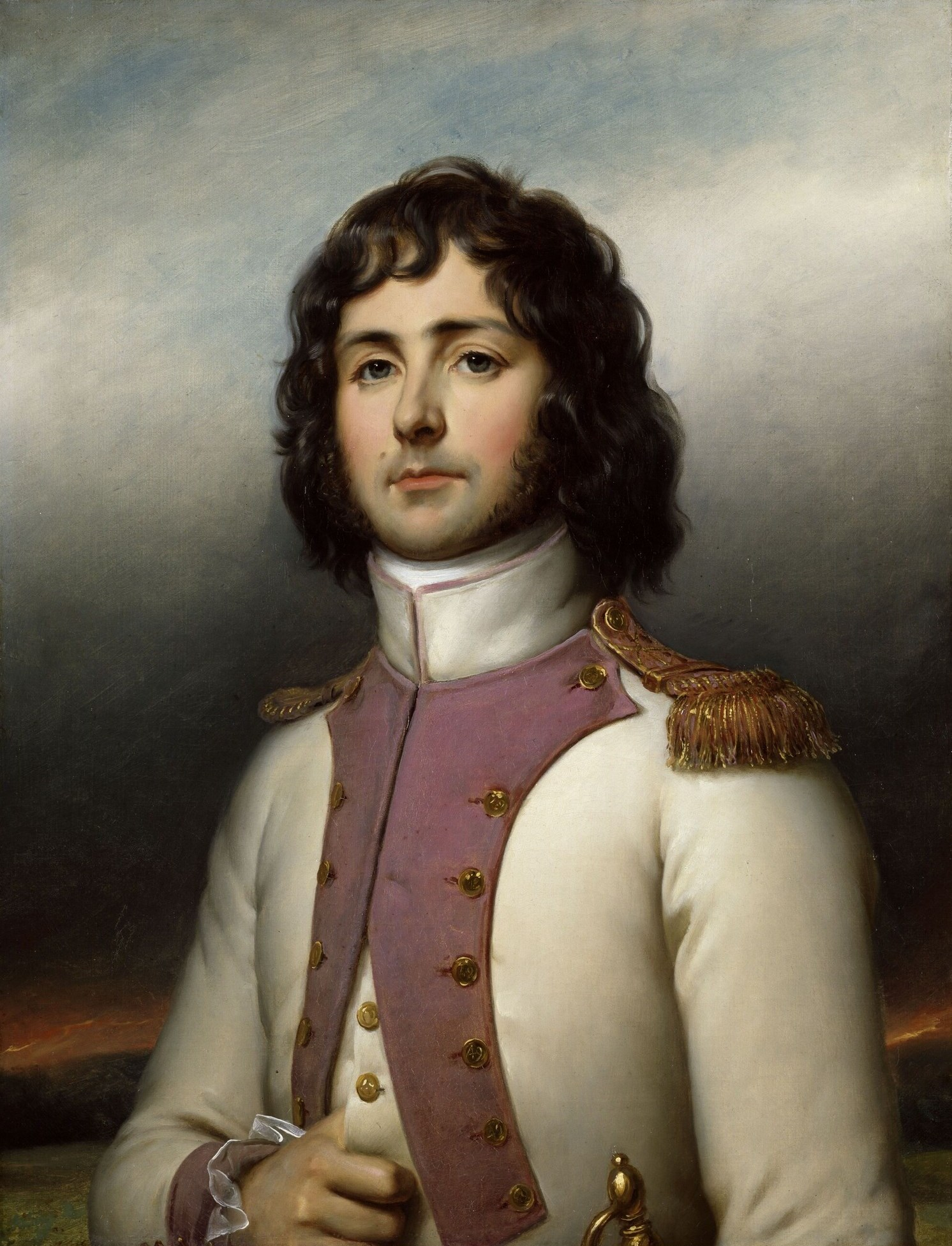
Ritratto di Horace Sébastiani nel 1793, in divisa da tenente di fanteria, Guérin (circa 1835)

In preparazione della immensa sfida Napoleone aveva inviato presso la cosiddetta Sublime Porta il corso Horace Sébastiani, giunto fin dal 2 maggio, con l'obiettivo di rompere l'alleanza del Gran Turco con la Russia e la Gran Bretagna. Tenuto conto dei rilevanti interessi russi fra Carpazi e Balcani la minaccia era assai grave. Il primo a reagire fu lo zar Alessandro I, che inviò a Costantinopoli un altro corso, il conte Pozzo di Borgo, latore della richiesta di cacciare Sebastiani.

### Guerra alla Russia e all'Inghilterra
Il 7 dicembre 1806 dichiarò guerra a San Pietroburgo, al che Londra reagì inviando sotto Costantinopoli una grande flotta, giunta a gennaio del 1807, per imporre una revisione degli accordi. Essa, nel successivo febbraio, venne respinta dalle batterie costiere nel corso di una singolare battaglia e fu costretta a ritirarsi.

## La crisi del 1807-1808

### Una cocente sconfitta diplomatica
La vittoria si tramutò, assai presto, in un cocente scacco diplomatico: a febbraio del 1807 Napoleone sconfisse i Russi a Eylau e poi, definitivamente, a Friedland il 14 giugno. Tre giorni dopo la Russia chiese una tregua.
Seguì la Pace di Tilsit del 7 luglio 1807: Napoleone impose alla Prussia la cessione di quasi metà del suo territorio, annesso al Regno di Vestfalia (governato da Gerolamo Bonaparte) e la creazione del Granducato di Varsavia, destinato a essere uno dei più fedeli alleati dell'imperatore dei Francesi. Inoltre, dovette impegnarsi con Alessandro I a rinunciare all'alleanza con l'impero ottomano nel contesto di una inedita mutua assistenza tra Francia e Russia, in chiave antibritannica e antiturca. Sébastiani lasciò Costantinopoli il 27 aprile 1808 per ricevere la gran croce della Legion d'onore.

### Finale: la rivolta dei giannizzeri

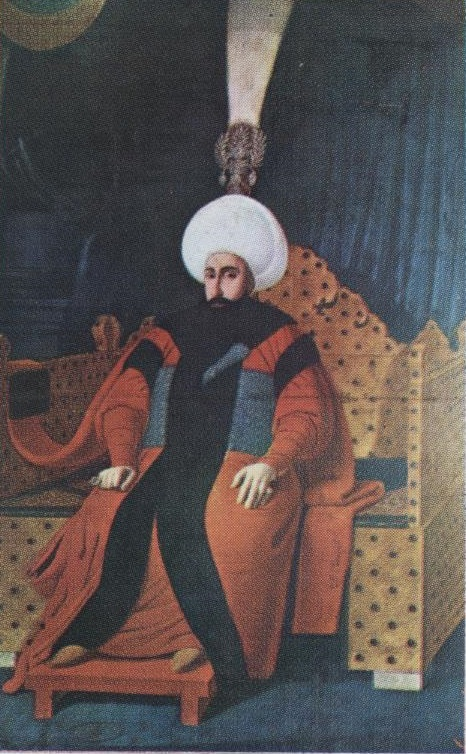
Ritratto del sultano Mustafa IV, cugino e successore di Selim

Gli effetti a Costantinopoli non tardarono a manifestarsi, prevedibilmente nelle forme di una rivolta dei giannizzeri e di una apposita fatwā emessa dallo Sheikh-ul-Islam (un'alta autorità religiosa), che consentì la cattura del sultano e l'insediamento del di lui cugino Mustafa IV.
Selim, tuttavia, era ancora vivo e un suo forte sostenitore, Mustafa Bayrakdar, pascià di Ruse, radunò un'armata di 40.000 uomini e marciò sulla capitale. Come prevedibile, i rivoltosi reagirono con l'esecuzione di Selim. A quel punto solo due erano i superstiti discendenti maschi del ramo legittimo degli Osmanidi: Mustafa IV, appunto, e suo fratello, Mahmud. Il primo commise l'errore di non giustiziare anche il secondo e così, quando giunse Bayrakdar, Mustafa IV venne giustiziato e Mahmud divenne sultano (regnando fino al 1839).

## Famiglia
Selim III ebbe numerose consorti, ma nessun figlio.

### Consorti
Selim III ebbe almeno tredici consorti:
- Nefizar Kadın. BaşKadin (prima consorte). Chiamata anche Nafizar, Safizar o Sefizar. Morì il 30 maggio 1792 e fu sepolta nella Moschea Laleli.
- Afitab Kadın. Divenne BaşKadin dopo la morte di Nefizar. Morì nel 1807.
- Zibifer Kadın. Chiamata anche Ziybülfer. Dopo l'assassinio di Selim, visse in un palazzo sul Bosforo. Morì 10 marzo 1817 e venne sepolta nella Büyük Selimiye a Üsküdar.
- Tabisefa Kadın. Dopo l'assassinio di Selim III visse nel palazzo Fındıklı. Morì il 14 marzo 1855 e venne sepolta nella moschea Laleli.
- Refet Kadın. Nacque nel 1777. Fu una delle due consorti che cercarono di impedire l'assassino di Selim. Refet si gettò sul sultano per proteggerlo, ma venne scaraventata via e dovette guardare gli assassini finire il lavoro urlando e strappandosi i capelli. Morì il 22 ottobre 1867 e venne sepolta nel mausoleo Mihrişah Sultan a Eyüp.
- Nüruşems Kadın. Morì nel maggio 1826 e venne sepolta nella moschea Laleli.
- Hüsnümah Kadın. Riceveva le entrate di Tiro. Morì nel 1814 e venne sepolta nella moschea Laleli.
- Demhoş Kadın. Divenne una delle consorti nel 1799. Morì probabilmente intorno al 1806.
- Goncenigar Kadın. Morì dopo il 1806.
- Mahbube Kadın. Morì dopo il 1806.
- Aynısefa Kadın. Morì dopo il 1794.
- Pakize Hanım. BaşIkbal e una delle maggiori favorite. Fu una delle due consorti che cercarono di impedire l'assassino di Selim. Pakize si gettò fra i sicari e il sultano e venne ferita a una mano nella lotta.
- Meryem Hanim. Morì dopo il 22 agosto 1807.

## Musicista e poeta
Selim III, grande amante della musica, fu un compositore e un musicista di grande talento nell'ambito ottomano. Egli compose quattordici makam (melodie), tre delle quali sono ancora oggi utilizzate nella cultura araba. In totale si conoscono a oggi sessantaquattro composizioni a opera di Selim III, molte delle quali sono parte del repertorio regolare della musica classica turca. Oltre alla composizione musicale, Selim III suonava il ney (flauto a canna) e il tanbur (liuto allungato).
L'interesse di Selim III per la musica iniziò quando ancora era principe ereditario (Şehzade) mentre si trovava a studiare sotto Kırımlı Ahmet Kamil Efendi e Tanburi İzak Efendi. Come patrono delle arti, Selim III incoraggiò i musicisti della sua epoca, tra cui spiccavano Dede Efendi e Baba Hamparsum, facendo rinascere il concetto della musica di corte ottomana. Selim III si dimostrò anche interessato alla musica occidentale e nel 1797 invitò una compagnia teatrale francese per la sua prima rappresentazione teatrale nell'Impero ottomano.
Sotto il nome d'arte di "İlhami″ Selim scrisse delle poesie oggi raccolte e che venivano lette pubblicamente a corte grazie alla complicità di Şeyh Galip, uno dei più importanti poeti della letteratura ottomana. Selim III fu membro della confraternita religiosa Mawlawiyya dei Dervisci rotanti e fu affiliato nella loggia di Galata con il nome di ″Selim Dede″. Egli estese il suo patronato ad Antoine Ignace Melling, il quale venne nominato architetto di corte nel 1795. Melling costruì un gran numero di palazzi e altre strutture per il sultano e disegnò molte stampe della Costantinopoli a lui contemporanea.